# Wiktor Alexandrowitsch Singer
Wiktor Alexandrowitsch Singer (russisch Виктор Александрович Зингер; * 29. Oktober 1941 in Dawydowo in der Oblast Rjasan, Russische SFSR; † 24. September 2013) war ein sowjetischer Eishockeytorwart und -trainer.

## Karriere
Seine Zeit in der sowjetischen Liga verbrachte er beim HK Spartak Moskau. Insgesamt stand er bei 370 Spielen in der sowjetischen Liga im Tor.
Schon früh wurde er in das Team der sowjetischen Eishockeynationalmannschaft berufen. Am 26. Februar 1965 stand er in einem Spiel gegen Kanada zum ersten Mal für die Sbornaja auf dem Eis. Seine internationale Karriere wurde mit der Goldmedaille bei den Olympischen Winterspielen 1968 gekrönt. Für die Nationalmannschaft stand er in 57 Länderspielen im Tor. Er stand aber immer im Schatten der großen Torhüter Wiktor Konowalenko und Wladislaw Tretjak. Er wurde mit seiner Mannschaft mehrfach Weltmeister. 1967 wurde er in die „Russische Hockey Hall of Fame“ aufgenommen. Am 31. August 1976 bestritt er sein letztes Länderspiel.
Nach Beendigung seiner Sportkarriere arbeitete Singer bei Spartak Moskau, zunächst als Torwarttrainer, später als Trainer der Spartak-Sportschule und Cheftrainer der Juniorenmannschaft.